# Шарбат Гула
Шарбат Гула (Пушту: شربت ګله) — афганська жінка, пушту за національністю, котра стала відомою завдяки фотографії журналіста Стіва МакКаррі, котру згодом у 1985 році опублікував журнал National Geographic. Фото було зроблено під час Афганської війни у пакистанському таборі для біженців і стало символом афганського конфлікту та проблеми біженців для західного світу. Довгий час, до моменту встановлення імені дівчинки, фото фігурувало під назвою «Афганська дівчина» (англ. Afghan Girl).

## Біографія
Шарбат Гула народилась близько 1972 року в Афганістані. Її рідне село було атаковане радянськими бойовими гелікоптерами на початку 80-х. Під час бомбардування загинули батьки Шарбат, тому вона була змушена перебратися в табір для біженців Насир-Баг на кордоні з Пакистаном.
Саме тут у грудні 1984 Стів МакКаррі зустрів Шарбат Гулу. Фотограф зайшов в один із наметів, котрий слугував за початкову школу, маючи на меті зробити знімки учнів, де його увагу одразу ж прикувала дівчинка з надзвичайним поглядом. Але унікальність зроблених ним фото МакКаррі оцінить уже згодом у Вашингтоні після проявлення плівки.
Спочатку фоторедактор National Geographic відмовлявся розміщувати знімок на обкладинці, вважаючи його надто «важким», але згодом погодився. Фото швидко стало популярним, а обкладинка червневого випуску стала найбільш відомою серед усіх випусків журналу.
Наприкінці 1980-х Гула вийшла заміж за пекаря Рахмата Гула, а у 1992 році повернулася в Афганістан. Від шлюбу з Рахматом у Гули троє дочок.
26 жовтня 2016 року МакКаррі опублікував у своєму Instagram пост про отримання ним від одного друга в Пешаварі новини про арешт Гули пакистанською поліцією за звинуваченням у підробці посвідчення особи.
У 2021 році, після захоплення Афганістану талібами, Гула звернулася до влади Італії з проханням допомогти їй залишити країну, і в листопаді 2021 року її було евакуйовано до Італії як біженку.

## Пошуки «афганської дівчинки»
У січні 2002 року команда National Geographic на чолі зі Стівом МакКаррі вирушили до Афганістану на пошуки загадкової дівчинки. Інформацію про Гулу вдалося віднайти завдяки свідченням чоловіка, котрий також був учнем у пакистанському таборі Басир-Наг у той час. Шарбат Гулу одразу ж упізнали за характерним кольором райдужки та шрамом на правому боку носа. Як виявилося, жінка ні разу не фотографувалася з 1984 року, тому, як віддана мусульманка, погодилась зробити знімки тільки зі згоди чоловіка. Нові світлини з'явилися у квітневому випуску National Geographic. Також Шарбат Гула знялась у документальній стрічці «В пошуках афганської дівчинки».
Під час пошуків у 2002 році National Geographic організував благодійну організацію «Фонд допомоги афганським дівчатам», котрий у 2008 році реорганізувався у «Фонд допомоги афганським дітям». Метою фонду є допомога дітям в Афганістані здобути повну освіту.